# Långviks glasbruk

Långviks glasbruk var ett svenskt glasbruk i Långvik i dåvarande Piteå socken och som var i drift mellan 1798 och 1879. Glasbruket tillverkade framför allt fönsterglas, men även förpackningsglas, hushållsglas och prydnadsglas. 
Bruket grundades sommaren 1798 av officerarna Lars Arvid Dahlberg och Johan Peter Turdfjæll, men verksamheten kom igång först efter 1803. Skälet till att man placerade glasbruket vid Långvik var den goda tillgången på skog samt den vindskyddade och djupa hamnen. Nästan alla råvaror som behövdes vid glastillverkningen transporterades sjövägen. Leran importerades från bland annat Holland medan soda och salt kom från Spanien. Sand hämtades troligen från England eller Tyskland i brukets egna sandskutor Ebbe och Fågel. När Turdfjæll dött i strid 1808 förändrades ägarförhållandena, då änkan Lisette Turdfjæll ärvde en del och hennes svåger och andre make justitiekansler Jonas Gustaf Turdfjæll en del.
Glasbrukets produkter såldes initialt till största delen i Stockholmstrakten; man hade försäljningslokal och magasin på Skeppsbron och i Gamla stan i Stockholm. Vidare hade man en försäljningsfilial i Gävle, som sköttes av bröderna Turdfjælls kusin rådman Isak Turdfjæll.
Långviks glasbruk var under en period ett av Sveriges fem största glasbruk.
Glasproduktionen vid bruket lades ned 1879, men jordbruksdelen drevs vidare som storjordbruk. Den siste disponenten var Eric Dahlén. Till följd av bristande lönsamhet styckades slutligen brukets egendom i mitten av 1890-talet och köptes av lokala jordbrukare.